# Le Piège à pédales
Pour plus de détails, voir Fiche technique et Distribution.
Le Piège à pédales (titre original : The Gay Deceivers) est un film américain de Bruce Kessler sorti en 1969.

## Synopsis
Pour échapper au service militaire et, plus encore, d'être envoyés à la Guerre du Vietnam, un groupe de jeunes américains se fait passer pour des homosexuels...

## Fiche technique
- Titre original : The Gay Deceivers
- Réalisation : Bruce Kessler
- Scénario : Jerome Wish d'après une histoire d'Abe Polsky et Gil Lasky
- Directeur de la photographie : Dic Glouner
- Montage : Reg Browne et Renn Reynolds
- Musique : Stu Phillips
- Production : Joe Solomon
- Genre : Comédie
- Pays de production :  États-Unis
- Durée : 97 minutes
- Dates de sortie :
  - États-Unis : 30 juillet 1969 (New York)
  - France : 23 août 1972

## Distribution
- Kevin Coughlin (VF : Bernard Murat) : Danny Devlin
- Brooke Bundy (VF : Sylviane Mathieu) : Karen (Karine en VF)
- Lawrence P. Casey (VF : Patrick Dewaere) : Elliot Crane
- Jo Ann Harris (VF : Sylvie Feit) : Leslie Devlin
- Michael Greer (VF : Philippe Mareuil) : Malcolm de Lorme
- Sebastian Brook (VF : Jean-Claude Michel) : Craig
- Jack Starrett (VF : Jean-François Laley) : le colonel Dixon
- Richard Webb (VF : Jacques Berthier) : M. Devlin
- Eloise Hardt (en) (VF : Nelly Vignon) : Mme Devlin
- Jeanne Baird : Mme Conway
- Joe Tornatore (VF : Jean-Louis Maury) : le sergent Kravitz
- Randee Lynne Jensen : Sheryl
- Lenore Stevens (VF : Béatrice Delfe) : Laverne (Valérie en VF)
- David Osterhout (VF : Albert Augier) : Stern, un conscrit